# Eduard Roschmann
Eduard Roschmann (25 de novembro de 1908, Graz, Áustria — 8 de agosto de 1977, Assunção, Paraguai) foi um austríaco nazi da Schutzstaffel e Obersturmführer.